# Munilla
Munilla és un municipi de la Rioja, a la regió de la Rioja Baixa. Se situa al peu de les serres de la Hez, Hayedo de Santiago i Camero Viejo.

## Història
Apareix en documents de l'any 1024. En 1366 pertanyia als comtes d'Aguilar i Inestrillas. En els segles xviii i xix es va consolidar una gran indústria de draps, famosos en tot Espanya. Munilla va tenir llum elèctrica abans que Logronyo, que Haro i fins i tot abans que Saragossa.

## Economia local
Va tenir una important indústria tèxtil i del calçat, però el municipi s'ha anat despoblant progressivament amb el trasllat d'aquesta última a Arnedo. Actualment l'activitat predominant és la ramaderia: oví, boví i caprí, encara que també existeixen petites explotacions agrícoles de patata i fruiteres.

## Localitats del municipi
- Munilla
- Antoñanzas
- La Monjía
- La Santa
- Peroblasco
- Ribalmaguillo
- San Vicente de Munilla